# Апрель (фильм, 1961)
«Апрель» — советский короткометражный фильм 1961 года режиссёра Отара Иоселиани.

## Сюжет
Молодая счастливая пара переезжает из бедного района в новый жилой комплекс. Их отношения постепенно ухудшаются по мере того, как увеличивается их комфорт и имущество.

Жажда приобретательства убивает в людях хрупкие и нежные чувства способность радоваться, грустить, то есть, иначе говоря, способность жить.— режиссёр фильма Отара Иоселиани, из интервью журналу «Экран», 1967 год

## В ролях
- Татьяна Чантурия — Мция
- Георгий Чиракадзе — Ваджа

## Критика
Фильм справедливо критиковали, но даже самые строгие критики, не принимая концепцию фильма, отмечали интересную попытку режиссера сочетать аллегорию и быт, сказку и прозу жизни.— Из дневника кинокритика / Л. П. Погожева. — М.: Искусство, 1978. — 153 с. — стр. 101
В фильме заметно влияние «французской новой волны»:

Диагональная панорама грузинских крыш в первом кадре «Апреля» чем-то напоминала фотографии предместий Парижа. … Поэтический документализм, свойственный киностилю начала 60-х, постепенно перерастает в условность современной сказки.…

Перипетии сюжета намечены эскизно, наивно, как в немом кино. В фильме ощущается схематизм и иллюстративность темы, возникающие от желания режиссера обойтись вовсе без слов. В «Апреле» видна попытка режиссера освоить язык чистых метафор, перенести на экран символическое мышление — попытка, которая, может быть, не вполне удалась.— Искусство кино, 2008